# Eurysternus cavatus
Eurysternus cavatus är en skalbaggsart som beskrevs av François Génier 2009. Eurysternus cavatus ingår i släktet Eurysternus och familjen bladhorningar. Inga underarter finns listade i Catalogue of Life.